# Tierra de talento
Tierra de talento es un programa de televisión español para la televisión producido por Canal Sur. El programa se estrenó el 17 de octubre de 2019 y fue renovado para una segunda temporada que se estrenó el 7 de marzo de 2020. A partir de la segunda temporada el programa tuvo que adaptarse a la pandemia causada por el virus SARS-CoV-2 y esto trajo consigo la emisión de varios programas desde casa y la reducción del aforo en el teatro del plató.
El 19 de septiembre de 2020 se estrenó la tercera temporada, la cual finalizó el 6 de febrero de 2021. La noche del 31 de diciembre de 2020 al 1 de enero de 2021, el programa presentado por Manu Sánchez, condujo un especial de Nochevieja, titulado: Tierra de 2021. Estuvo copresentado por Rocío Madrid y por María Villalón. El especial fue seguido por más de 596.000 (18.5%) de espectadores convirtiendo a Canal Sur como la segunda cadena más vista de la noche.
La cuarta temporada llegó el 20 de marzo de 2021 a Canal Sur, la quinta temporada el 18 de septiembre de 2021 y la sexta temporada el 26 de marzo de 2022. La séptima temporada finalizó el 1 de julio de 2023 y la octava terminó el 13 de julio de 2024.
La noche del 31 de diciembre de 2021 al 1 de enero de 2022, como en el año anterior, se realizó un nuevo especial de Nochevieja titulado: Tierra de 2022. Fue presentado por Manu Sánchez y copresentado por Toñi Moreno, Teresa Martín y María Villalón.

## Mecánica
El programa es presentado por Manu Sánchez con la colaboración de María Villalón en el backstage. Los concursantes luchan por alzarse con el gran premio final: dos becas de estudios en su materia valoradas en 10.000 euros, uno en la categoría infantil y otro en la de adultos, que otorga la Fundación Cajasol.
Está dividida en tres fases: La primera fase se conoce como: Fase de Admisión; los concursantes que pasaron el casting, un total de 50 concursantes se exponen para pasar a la siguiente fase. Solo, aquellos que consiguen la unanimidad del jurado, podrán pasar a la siguiente fase. El jurado por su parte durante la actuación irán pulsando sus respectivos pulsadores para iluminar sus estrellas. Por tanto, los concursantes deberán obtener un total de 5 estrellas iluminadas. Si una vez terminada su actuación, no están iluminadas, el jurado tiene un tiempo de deliberación y contarán con una cuenta atrás de 20 segundos para poder cambiar de opinión. Al final de la noche, los concursantes que obtienen 4 estrellas iluminadas en el tiempo de deliberación, se juegan una última plaza para la siguiente fase.
La segunda fase del programa se conoce como: Fase de Desafíos, los concursantes traerán desde casa un desafío impuesto por el propio programa. El jurado, otorga los pasaportes a las semifinales del concurso e impondrán retos a aquellos concursantes que pasen a las semifinales. De nuevo, solo los que consigan unanimidad tienen un puesto asegurado en las semifinales. Los restantes, los que consiguen 4 estrellas se juegan una última plaza al final de cada programa.
La última fase, se conoce como: Semifinales. Durante esta fase los concursantes se juegan su pase a la final. Ellos traen desde casa el reto elegido por ellos decidido por el miembro del jurado elegido. Una vez más, solo la unanimidad otorga el pase directo a la final. El resto de concursantes serán eliminados o se juegan una última plaza al final de cada programa.

## Equipo

### Presentadores
Presentador/a titular
     Copresentador/a
     Presentador/a sustituto/a (en 1 o más galas)
| Presentador/a  | Logo de Canal Sur | Logo de Canal Sur | Logo de Canal Sur | Logo de Canal Sur | Logo de Canal Sur | Logo de Canal Sur | Logo de Canal Sur | Logo de Canal Sur | Logo de Canal Sur |
| Presentador/a  | 1                 | 2                 | 3                 | 4                 | 5                 | 6                 | 7                 | 8                 | 9                 |
| Presentador/a  | 2019-2020         | 2020              | 2020-2021         | 2021              | 2021-2022         | 2022              | 2023              | 2024              | 2025              |
| -------------- | ----------------- | ----------------- | ----------------- | ----------------- | ----------------- | ----------------- | ----------------- | ----------------- | ----------------- |
| Manu Sánchez   |                   |                   |                   |                   |                   |                   |                   |                   |                   |
| María Villalón |                   |                   |                   |                   |                   |                   |                   |                   |                   |
| Diana Navarro  |                   |                   |                   |                   |                   |                   |                   |                   |                   |

### Jurado
Las actuaciones de los concursantes son valoradas por un jurado profesional compuesto por cuatro personas.
     Jurado fijo
     Jurado sustituto (en 1 o más galas)
| Miembro del jurado | Logo de Canal Sur | Logo de Canal Sur | Logo de Canal Sur | Logo de Canal Sur | Logo de Canal Sur | Logo de Canal Sur | Logo de Canal Sur | Logo de Canal Sur | Logo de Canal Sur |
| Miembro del jurado | 1                 | 2                 | 3                 | 4                 | 5                 | 6                 | 7                 | 8                 | 9                 |
| Año                | 2019-2020         | 2020              | 2020-2021         | 2021              | 2021-2022         | 2022              | 2023              | 2024              | 2025              |
| ------------------ | ----------------- | ----------------- | ----------------- | ----------------- | ----------------- | ----------------- | ----------------- | ----------------- | ----------------- |
| Jesús Reina        |                   |                   |                   |                   |                   |                   |                   |                   |                   |
| José Mercé         |                   |                   |                   |                   |                   |                   |                   |                   |                   |
| India Martínez     |                   |                   |                   |                   |                   |                   |                   |                   |                   |
| Carlos Álvarez     |                   |                   |                   |                   |                   |                   |                   |                   |                   |
| Mariola Cantarero  |                   |                   |                   |                   |                   |                   |                   |                   |                   |
| Diana Navarro      |                   |                   |                   |                   |                   |                   |                   |                   |                   |
| Lola Índigo        |                   |                   |                   |                   |                   |                   |                   |                   |                   |
| Pastora Soler      |                   |                   |                   |                   |                   |                   |                   |                   |                   |
| Falete             |                   |                   |                   |                   |                   |                   |                   |                   |                   |
| Antonio José       |                   |                   |                   |                   |                   |                   |                   |                   |                   |
| Antonio Canales    |                   |                   |                   |                   |                   |                   |                   |                   |                   |
| Pasión Vega        |                   |                   |                   |                   |                   |                   |                   |                   |                   |
| Manuel Lombo       |                   |                   |                   |                   |                   |                   |                   |                   |                   |
| David DeMaría      |                   |                   |                   |                   |                   |                   |                   |                   |                   |
| Merche             |                   |                   |                   |                   |                   |                   |                   |                   |                   |
| Niña Pastori       |                   |                   |                   |                   |                   |                   |                   |                   |                   |
| José Luis Zapata   |                   |                   |                   |                   |                   |                   |                   |                   |                   |
| Manuel Busto       |                   |                   |                   |                   |                   |                   |                   |                   |                   |

## Programas y audiencias
| Temporada | Temporada | Programas | Estreno                  | Final                 | Audiencia media | Audiencia media |
| Temporada | Temporada | Programas | Estreno                  | Final                 | Espectadores    | Cuota           |
| --------- | --------- | --------- | ------------------------ | --------------------- | --------------- | --------------- |
|           | 1         | 15        | 18 de octubre de 2019    | 18 de enero de 2020   |                 |                 |
|           | 2         | 21        | 7 de marzo de 2020       | 25 de julio de 2020   | 197 000         | 8,2%            |
|           | 3         | 21        | 19 de septiembre de 2020 | 6 de febrero de 2021  | 265 000         | 10,6%           |
|           | 4         | 18        | 20 de marzo de 2021      | 17 de julio de 2021   |                 |                 |
|           | 5         | 22        | 18 de septiembre de 2021 | 19 de febrero de 2022 |                 |                 |
|           | 6         | 16        | 26 de marzo de 2022      | 9 de julio de 2022    | 158 000         | 11,2%           |
|           | 7         | 24        | 14 de enero de 2023      | 1 de julio de 2023    |                 |                 |
|           | 8         |           | 13 de enero de 2024      | 13 de julio de 2024   |                 |                 |
|           | 9         | 20        | 1 de marzo de 2025       | 12 de julio de 2025   |                 |                 |
|           | Total     | 137*      | 2019                     | presente              |                 |                 |

* Edición en emisión, se actualizará la audiencia media después de cada gala.

## Primera edición (2019-2020)
- 18 de octubre de 2019 - 18 de enero de 2020

### Finalistas
|                   | Nombre                      | Procedencia             | Talento            | Edad                          | Información |
| ----------------- | --------------------------- | ----------------------- | ------------------ | ----------------------------- | ----------- |
| Diana Larios      | Almonte, Huelva             | Soprano                 | 27 años            | Ganadora (Categoría Adulta)   |             |
| Carla Román       | Cádiz                       | Pianista                | 11 años            | Ganadora (Categoría Infantil) |             |
| Ana Crismán       | Jerez de la Frontera, Cádiz | Arpa flamenca           | 36 años            | Llegan a la decisión final    |             |
| Celia Roberts     | Granada                     | Soprano                 | 14 años            | Llegan a la decisión final    |             |
| Mª del Mar Jurado | La Carolina, Jaén           | Violinista              | 17 años            | Llegan a la decisión final    |             |
| Manuel Cerpa      | Chipiona, Cádiz             | Guitarrista             | 16 años            | Llegan a la decisión final    |             |
| Javier Valero     | Jaén                        | Bailaor de bata de cola | 14 años            | Llegan a la decisión final    |             |
| Martha Pérez      | Ronda, Málaga               | Cantante                | 30 años            | Llegan a la decisión final    |             |
| Antonio Peula     | Málaga                      | Violonchelo             | 12 años            | Llegan a la decisión final    |             |
| Butchqueens       | Málaga                      | Bailarines              | Entre 21 y 26 años | Llegan a la decisión final    |             |
| Elisa y Daniela   | Jerez de la Frontera, Cádiz | Bailaoras               | 10 y 11 años       | Eliminado/a                   |             |
| Gospel it         | Málaga                      | Grupo de Música         | Entre 27 y 36 años | Eliminado/a                   |             |
| Luis Ortega       | La Algaba, Sevilla          | Cantaor flamenco        | 13 años            | Eliminado/a                   |             |

### Audiencia
| 18/10/2019 | Gala 1  | 242.000 (9.2%)                                              |  |
| 25/10/2019 | Gala 2  |                                                             |  |
| 1/11/2019  | Gala 3  | Invitada: Diana Navarro                                     |  |
| 8/11/2019  | Gala 4  | Invitada: Pasión Vega                                       |  |
| 15/11/2019 | Gala 5  |                                                             |  |
| 22/11/2019 | Gala 6  |                                                             |  |
| 29/11/2019 | Gala 7  |                                                             |  |
| 6/12/2019  | Gala 8  | Invitado: Triana                                            |  |
| 13/12/2019 | Gala 9  |                                                             |  |
| 20/12/2019 | Gala 10 | Invitados: Diana Navarro, Mariola Cantarero y David Palomar |  |
| 27/12/2019 | Gala 11 |                                                             |  |
| 3/01/2020  | Gala 12 |                                                             |  |
| 11/01/2020 | Gala 13 |                                                             |  |
| 17/01/2020 | Gala 14 |                                                             |  |
| 18/01/2020 | Gala 15 | Invitadas: Diana Navarro y Mariola Cantarero                |  |

## Segunda edición (2020)
- 7 de marzo de 2020 - 25 de julio de 2020

### Finalistas
|                                     | Nombre                            | Procedencia       | Talento            | Edad                         | Información |
| ----------------------------------- | --------------------------------- | ----------------- | ------------------ | ---------------------------- | ----------- |
| Enrique Ramil                       | Benalmádena, Málaga               | Cantante          | 36 años            | Ganador (Categoría Adulta)   |             |
| José Carlos Esteban-Hanza Fernández | Almería                           | Pianista          | 15 años            | Ganador (Categoría Infantil) |             |
| Taisia Paliazhakina                 | Sevilla                           | Violinista        | 12 años            | Llegan a la decisión final   |             |
| Julia López                         | San José de la Rinconada, Sevilla | Cantante          | 25 años            | Llegan a la decisión final   |             |
| Manuel Garrido                      | Espera, Cádiz                     | Bailarín          | 24 años            | Llegan a la decisión final   |             |
| Laura Bautista                      | Córdoba                           | Soprano           | 14 años            | Llegan a la decisión final   |             |
| Carmen Arjona                       | Alcaudete, Jaén                   | Flautista         | 17 años            | Llegan a la decisión final   |             |
| Nessa Plaza                         | Almería                           | Cantante          | 38 años            | Llegan a la decisión final   |             |
| Raquel Zapico                       | Lebrija, Sevilla                  | Cantaora flamenca | 42 años            | Eliminado/a                  |             |
| Los Tirantitos                      | Villanueva de Algaidas, Málaga    | Grupo de música   | Entre 20 y 25 años | Eliminado/a                  |             |
| Toñi Santiago, La Guapa             | Almería                           | Cantante          | 11 años            | Eliminado/a                  |             |
| Victoria Amador                     | Antequera, Málaga                 | Bailaora flamenca | 7 años             | Eliminado/a                  |             |
| Juan Fran. Anguita                  | Torredonjimeno, Jaén              | Cantante          | 29 años            | Eliminado/a                  |             |
| Clara Cremades                      | Sevilla                           | Cantante          | 16 años            | Eliminado/a                  |             |

### Audiencia
| 07/03/2020 | Gala 1                                 | 187.000 (7.6%)  |
| 14/03/2020 | Gala 2                                 | 191.000 (7.2%)  |
| 21/03/2020 | Gala 3                                 | 260.000 (8.4%)  |
| 28/03/2020 | Gala 4                                 | 295.000 (9%)    |
| 04/04/2020 | Gala 5                                 | 268.000 (8.3%)  |
| 11/04/2020 | Gala 6 / Tierra de talento en casa I   | 203.000 (6%)    |
| 18/04/2020 | Gala 7 / Tierra de talento en casa II  | 255.000 (7.6%)  |
| 25/04/2020 | Gala 8 / Tierra de talento en casa III | 175.000 (6.4%)  |
| 02/05/2020 | Gala 9 / Tierra de talento en casa IV  | 169.000 (5.5%)  |
| 09/05/2020 | Gala 10 / Tierra de talento en casa V  | 163.000 (5.3%)  |
| 16/05/2020 | Gala 11                                | 199.000 (7.3%)  |
| 23/05/2020 | Gala 12                                | 194.000 (8.2%)  |
| 30/05/2020 | Gala 13                                | 195.000 (8.6%)  |
| 06/06/2020 | Gala 14                                | 183.000 (9.7%)  |
| 13/06/2020 | Gala 15                                | 178.000 (7.8%)  |
| 20/06/2020 | Gala 16                                | 185.000 (9.8%)  |
| 27/06/2020 | Gala 17                                | 165.000 (8.2%)  |
| 04/07/2020 | Gala 18 / Primera Semifinal            | 192.000 (10.9%) |
| 11/07/2020 | Gala 19 / Segunda Semifinal            | 132.000 (8.5%)  |
| 18/07/2020 | Gala 20 / Tercera Semifinal            | 150.000 (8.9%)  |
| 25/07/2020 | Gala 21 / Gran Final                   | 202.000 (12.4%) |

     Récord de audiencia.
     Líder en su franja horaria.

## Tercera edición (2020-2021)
- 19 de septiembre de 2020 - 6 de febrero de 2021[7]

### Finalistas
|                                  | Nombre                                     | Procedencia               | Talento            | Edad                            | Información |
| -------------------------------- | ------------------------------------------ | ------------------------- | ------------------ | ------------------------------- | ----------- |
| Auxi Ponce                       | Alcalá de Guadaíra (Sevilla)               | Cantante                  | 18 años            | Ganadora (Categoría Adulta)     |             |
| Reyes Carrasco                   | Los Palacios y Villafranca (Sevilla)       | Cantautora Flamenco       | 14 años            | Ganadora (Categoría Infantil)   |             |
| Brodwei                          | Málaga                                     | Actores/Cómicos/Cantantes | Entre 25 - 29 años | Llegan a la decisión final      |             |
| Sofía Leifer                     | Tomares (Sevilla)                          | Violinista                | 15 años            | Llegan a la decisión final      |             |
| Nazario Guerrero                 | Ronda (Málaga)                             | Pianista                  | 26 años            | Llegan a la decisión final      |             |
| Mario Márquez                    | Arcos de la Frontera (Cádiz)               | Cantante                  | 12 años            | Llegan a la decisión final      |             |
| Rocío Luna                       | Cañada del Rabadán, (Provincia de Córdoba) | Cantautora Flamenco       | 22 años            | Llegan a la decisión final      |             |
| Juan José Sevilla Valencia       | Chiclana de la Frontera (Cádiz)            | Pianista                  | 23 años            | Llegan a la decisión final      |             |
| Carmen Ferre                     | Mairena del Aljarafe (Sevilla)             | Cantante                  | 14 años            | Llegan a la decisión final      |             |
| Adriana Rogan                    | Málaga                                     | Cantante                  | 28 años            | Llegan a la decisión final      |             |
| Carmela de Jerez                 | Jerez de la Frontera (Cádiz)               | Cantautora Flamenco       | 46 años            | Llegan a la decisión final      |             |
| Ángelock                         | Sevilla                                    | Bailarín                  | 29 años            | Llegan a la decisión final      |             |
| Adriana Violeta                  | Isla Cristina (Huelva)                     | Cantante                  | 27 años            | Eliminado/a en la Segunda Final |             |
| Ismael Bonilla                   | Málaga                                     | Violinista                | 16 años            | Eliminado/a en la Segunda Final |             |
| Julia Rey Reina y Sara Rey Reina | Sevilla                                    | Cantantes                 | 17 y 21 años       | Eliminado/a en la Segunda Final |             |
| Antonio Gutiérrez                | Dos Hermanas (Sevilla)                     | Guitarrista Eléctrico     | 13 años            | Eliminado/a en la Segunda Final |             |
| Definitive                       | Algeciras (Cádiz)                          | Girlband                  | Entre 15 - 17 años | Eliminado/a en la Primera Final |             |
| Rubí Diamante                    | Roquetas de Mar (Almería)                  | Cantante                  | 22 años            | Eliminado/a en la Primera Final |             |
| Trío de Flautas Euterpe          | Granada                                    | Flautistas                | Entre 18 - 20 años | Eliminado/a en la Primera Final |             |
| Lorena Díaz La Muñeca            | Maracena (Granada)                         | Bailaora Flamenca         | 16 años            | Eliminado/a en la Primera Final |             |

Leyenda
| Ganadores.                    |
| Llegan a la Decisión final.   |
| Eliminado/a en la Gran final. |
| Eliminado/a Segunda final.    |
| Eliminado/a Primera final.    |

### Audiencia
| 19/09/2020 | Gala 1: Fase de Admisión       | 208.000 (10.1%) |
| 26/09/2020 | Gala 2: Fase de Admisión: 2    | 227.000 (10.6%) |
| 03/10/2020 | Gala 3: Fase de Admisión 3     | 219.000 (9.8%)  |
| 10/10/2020 | Gala 4: Fase de Admisión: 4    | 236.000 (11%)   |
| 17/10/2020 | Gala 5: Fase de Admisión: 5    | 229.000 (9.7%)  |
| 24/10/2020 | Gala 6: Fase de Admisión: 6    | 243.000 (10%)   |
| 31/10/2020 | Gala 7: Fase de Admisión: 7    | 285.000 (12.1%) |
| 07/11/2020 | Gala 8: Fase de Desafíos       | 254.000 (10.1%) |
| 14/11/2020 | Gala 9: Fase de Desafíos: 2    | 266.000 (9.6%)  |
| 21/11/2020 | Gala 10: Fase de Desafíos: 3   | 294.000 (11.3%) |
| 28/11/2020 | Gala 11: Fase de Desafíos: 4   | 272.000 (10.2%) |
| 05/12/2020 | Gala 12: Fase de Desafíos: 5   | 227.000 (8.7%)  |
| 12/12/2020 | Gala 13: Camino a la Semifinal | 291.000 (11%)   |
| 19/12/2020 | Gala 14: Especial Navidad      | 272.000 (10.2%) |
| 26/12/2020 | Gala 15: Semifinales           | 242.000 (10.1%) |
| 02/01/2021 | Gala 16: Semifinales: 2        | 260.000 (10.3%) |
| 09/01/2021 | Gala 17: Semifinales: 3        | 305.000 (11.3%) |
| 16/01/2021 | Gala 18: Semifinales: 4        | 347.000 (12.8%) |
| 23/01/2021 | Gala 19: Primera Final         | 270.000 (9.7%)  |
| 30/01/2021 | Gala 20: Segunda Final         | 316.000 (12.1%) |
| 06/02/2021 | Gala 21: Gran Final            | 305.000 (12.7%) |

     Récord de audiencia.
     Líder en su franja horaria.

## Cuarta edición (2021)
- 20 de marzo de 2021 - 17 de julio de 2021

### Finalistas
|                   | Nombre                       | Procedencia       | Talento      | Edad                          | Información |
| ----------------- | ---------------------------- | ----------------- | ------------ | ----------------------------- | ----------- |
| Paul Thin         | Armilla (Granada)            | Cantante          | 18 años      | Ganador (Categoría Adulta)    |             |
| Andrea Beltrán    | Camas (Sevilla)              | Chelista          | 10 años      | Ganadora (Categoría Infantil) |             |
| Sammy             | Marbella (Málaga)            | Pianista          | 23 años      |                               |             |
| Zelia Narros      | Sevilla                      | Cantante          | 27 años      |                               |             |
| Daniel García     | Algeciras (Cádiz)            | Cantante          | 9 años       |                               |             |
| José Malia        | San Fernando (Cádiz)         | Cantaor flamenco  | 76 años      |                               |             |
| Diego del Cachote | Almería                      | Cantante          | 24 años      |                               |             |
| Aroa Fernández    | Granada                      | Cantaora flamenco | 34 años      |                               |             |
| Beatriz Gálvez    | Armilla (Granada)            | Soprano           | 29 años      |                               |             |
| Óscar Cantalejo   | Algeciras, Cádiz)            | Cantante          | 17 años      |                               |             |
| Luis Ehapo        | Sevilla                      | Cantante          | 31 años      |                               |             |
| Marta Tejero      | Archidona (Málaga)           | Pianista          | 16 años      |                               |             |
| Lara Sansón       | Cádiz                        | Violinista        | 33 años      |                               |             |
| Fabi y María      | Arcos de la Frontera (Cádiz) | Bailaoras         | 16 y 37 años |                               |             |
| Lucas "El Luco"   | Carmona (Sevilla)            | Bailaor           | 20 años      |                               |             |

### Audiencia
| 20/03/2021 | Gala 1: Fase de Admisión             | 193.000 (7.4%)  |
| 27/03/2021 | Gala 2: Fase de Admisión 2           | 205.000 (8.3%)  |
| 03/04/2021 | Gala 3: Fase de Admisión 3           | (9,9%)          |
| 10/04/2021 | Gala 4: Fase de Admisión 4           | 187.000 (7.1%)  |
| 17/04/2021 | Gala 5: Fase de Admisión 5           | 266.000 (10.8%) |
| 24/04/2021 | Gala 6: Fase de Admisión 6           | (10.8%)         |
| 01/05/2021 | Gala 7: Fase de Admisión 7           | 263.000 (10.9%) |
| 08/05/2021 | Gala 8: Fase de Desafíos             | (13.2%)         |
| 15/05/2021 | Gala 9: Fase de Desafíos: 2          | 232.000 (10.8%) |
| 22/05/2021 | Gala 10: Fase de Desafíos: 3         | 261.000 (10.1%) |
| 29/05/2021 | Gala 11: Especial Rocío Jurado       | 350.000 (15.2%) |
| 05/06/2021 | Gala 12: Fase de Desafíos: 4         | (11.4%)         |
| 12/06/2021 | Gala 13: Fase de Desafíos: 5         | 311.000 (16.3%) |
| 19/06/2021 | Gala 14: Especial Tierra de Flamenco | 275.000 (14.5%) |
| 26/06/2021 | Gala 15: Semifinales                 | 157.000 (11.5%) |
| 03/07/2021 | Gala 16: Semifinales 2               | (11.8%)         |
| 10/07/2021 | Gala 17: Semifinales 3               | 185.000 (10.5%) |
| 17/07/2021 | Gala 18: Gran Final                  | (11.0%)         |

## Quinta edición (2021-2022)
- 18 de septiembre de 2021 - 19 de febrero de 2022

### Finalistas
|                       | Nombre                               | Procedencia       | Talento | Edad                          | Información |
| --------------------- | ------------------------------------ | ----------------- | ------- | ----------------------------- | ----------- |
| Genara Cortés         | Málaga                               | Cantante          | 45 años | Ganadora (Categoría Adulta)   |             |
| Odile González        | Jerez de la Frontera (Cádiz)         | Violinista        | 9 años  | Ganadora (Categoría Infantil) |             |
| Peter                 | Jerez de la Frontera (Cádiz)         | Cantante          | 13 años |                               |             |
| Tamara Jerez          | Málaga                               | Cantante          | 34 años |                               |             |
| Lucía García Guerrero | Lucena, (Córdoba)                    | Soprano           | 19 años |                               |             |
| Saavedra              | Mairena del Alcor (Sevilla)          | Cantante          | 35 años |                               |             |
| José de la Vega       | Benalup-Casas Viejas (Cádiz)         | Cantante          | 48 años |                               |             |
| Andrea Martín         | Chipiona (Cádiz)                     | Bailaora Flamenca | 10 años |                               |             |
| Dina Arriaza          | Los Palacios y Villafranca (Sevilla) | Cantante          | 30 años |                               |             |
| Paula Infantes        | Estepona (Málaga)                    | Bailaora          | 14 años |                               |             |
| Teresa León           | Écija (Sevilla)                      | Cantante          | 77 años |                               |             |
| José Luis Jaén        | Carboneras (Almería)                 | Cantante          | 44 años |                               |             |
| Rosario 'Cohete'      | Carmona (Sevilla)                    | Grupo musical     |         |                               |             |
| Naura                 | Málaga                               | Soprano           | 32 años |                               |             |
| Elaine Fernández      | Málaga                               | Cantante          | 35 años |                               |             |
| Josemi García         | Huelva                               | Cantante          | 25 años |                               |             |

### Audiencia
| 18/09/2021 | Gala 1: Fase de Admisión       | 252.000 (13.5%) |
| 25/09/2021 | Gala 2: Fase de Admisión 2     | 213.000 (10.9%) |
| 02/10/2021 | Gala 3: Fase de Admisión 3     | 226.000 (11.5%) |
| 09/10/2021 | Gala 4: Fase de Admisión 4     | 256.000 (14.1%) |
| 16/10/2021 | Gala 5: Fase de Admisión 5     | 308.000 (15.4%) |
| 23/10/2021 | Gala 6: Fase de Admisión 6     | 264.000 (12.4%) |
| 30/10/2021 | Gala 7: Fase de Admisión 7     |                 |
| 06/11/2021 | Gala 8: Especial Flamenco      | (11.3%)         |
| 13/11/2021 | Gala 9: Fase de Desafíos       |                 |
| 20/11/2021 | Gala 10: Fase de Desafíos 2    | 211.000 (8.8%)  |
| 27/11/2021 | Gala 11: Tierra de Solidaridad | 295.000 (11.0%) |
| 04/12/2021 | Gala 12: Fase de Desafíos 3    | 284.000 (13.1%) |
| 11/12/2021 | Gala 13: Fase de Desafíos 4    | 187.000 (9.1%)  |
| 18/12/2021 | Gala 14: Fase de Desafíos 5    |                 |
| 25/12/2021 | Gala 15: Fase de Desafíos 6    | 217.000 (9.4%)  |
| 08/01/2022 | Gala 16: Camino a la semifinal |                 |
| 15/01/2022 | Gala 17: Semifinales           | 245.000 (8.8%)  |
| 22/01/2022 | Gala 18: Semifinales 2         |                 |
| 29/01/2022 | Gala 19: Semifinales 3         | 217.000 (9.1%)  |
| 05/02/2022 | Gala 20: Semifinales 4         | 229.000 (9.8%)  |
| 12/02/2022 | Gala 21: Especial Duetos       | 202.000 (8.6%)  |
| 19/02/2022 | Gala 22: Gran Final            |                 |

## Novena edición (2025)
- 1 de marzo de 2025 - 12 de julio de 2025

### Jurado
| Miembro del jurado | Logo de Canal Sur | Logo de Canal Sur | Logo de Canal Sur | Logo de Canal Sur | Logo de Canal Sur | Logo de Canal Sur | Logo de Canal Sur | Logo de Canal Sur | Logo de Canal Sur | Logo de Canal Sur | Logo de Canal Sur | Logo de Canal Sur | Logo de Canal Sur | Logo de Canal Sur | Logo de Canal Sur | Logo de Canal Sur | Logo de Canal Sur | Logo de Canal Sur | Logo de Canal Sur | Logo de Canal Sur |
| Gala               | 1                 | 2                 | 3                 | 4                 | 5                 | 6                 | 7                 | 8                 | 9                 | 10                | 11                | 12                | 13                | 14                | 15                | 16                | 17                | 18                | 19                | 20                |
| ------------------ | ----------------- | ----------------- | ----------------- | ----------------- | ----------------- | ----------------- | ----------------- | ----------------- | ----------------- | ----------------- | ----------------- | ----------------- | ----------------- | ----------------- | ----------------- | ----------------- | ----------------- | ----------------- | ----------------- | ----------------- |
| Pastora Soler      |                   |                   |                   |                   |                   |                   |                   |                   |                   |                   |                   |                   |                   |                   |                   |                   |                   |                   |                   |                   |
| José Luis Zapata   |                   |                   |                   |                   |                   |                   |                   |                   |                   |                   |                   |                   |                   |                   |                   |                   |                   |                   |                   |                   |
| Jesús Reina        |                   |                   |                   |                   |                   |                   |                   |                   |                   |                   |                   |                   |                   |                   |                   |                   |                   |                   |                   |                   |
| Antonio José       |                   |                   |                   |                   |                   |                   |                   |                   |                   |                   |                   |                   |                   |                   |                   |                   |                   |                   |                   |                   |
| Antonio Canales    |                   |                   |                   |                   |                   |                   |                   |                   |                   |                   |                   |                   |                   |                   |                   |                   |                   |                   |                   |                   |
| Manuel Busto       |                   |                   |                   |                   |                   |                   |                   |                   |                   |                   |                   |                   |                   |                   |                   |                   |                   |                   |                   |                   |
| Mariola Cantarero  |                   |                   |                   |                   |                   |                   |                   |                   |                   |                   |                   |                   |                   |                   |                   |                   |                   |                   |                   |                   |
| Niña Pastori       |                   |                   |                   |                   |                   |                   |                   |                   |                   |                   |                   |                   |                   |                   |                   |                   |                   |                   |                   |                   |
| José Mercé         |                   |                   |                   |                   |                   |                   |                   |                   |                   |                   |                   |                   |                   |                   |                   |                   |                   |                   |                   |                   |

### Audiencia
| 01/03/2025 | Gala 1: Fase de Admisión    |         |
|            | Gala 2: Fase de Admisión 2  |         |
|            | Gala 3: Fase de Admisión 3  |         |
|            | Gala 4: Fase de Admisión 4  |         |
|            | Gala 5: Fase de Admisión 5  |         |
|            | Gala 6: Fase de Admisión 6  |         |
|            | Gala 7: Fase de Admisión 7  |         |
|            | Gala 8: Fase de Admisión 8  |         |
|            | Gala 9: Fase de Desafíos    |         |
|            | Gala 10: Fase de Desafíos 2 |         |
|            | Gala 11: Fase de Desafíos 3 |         |
|            | Gala 12: Fase de Desafíos 4 |         |
|            | Gala 13: Fase de Desafíos 5 |         |
|            | Gala 14: Fase de Desafíos 6 |         |
|            | Gala 15: Fase de Desafíos 7 |         |
|            | Gala 16: Fase de Desafíos 8 | (8,2%)  |
|            | Gala 17: Semifinales        |         |
|            | Gala 18: Semifinales 2      | (8,1%)  |
|            | Gala 19: Semifinales 3      | (8,9%)  |
| 12/07/2025 | Gala 20: Gran Final         | (12,2%) |

## Programas especiales
El programa ajustó en varias ocasiones su formato para especiales de Nochevieja como Tierra de 2022 en los que rostros conocidos del mundo de la música participaron para celebrar el fin de año. 
Así contaron con artistas como:
Especial Tierra de 2020 Artistas: Los Sabandeños, Los Gofiones, Mestisay, Eloísa González, Darío López, Cambuyón, Candelaria González, Arístides Moreno y 101 Brass Band, Lucrecia, Luis Morera y Germán López, Sole Giménez, Petite Lorena, Fran Baraja, Skatman, Agoney, Sara Rodríguez, K-Narias, Matías Alonso, Marilia Monzón, Esther Ovejero, Estefanía González, José Manuel Ramos, La última llave, Caracoles, Omar Xerach, Benito Cabrera, Alba Pérez, Feloche, Ana Luz Arteaga, Flor de Canela, Andrea Báez, Sumergible, Raquel Amegashie, Pedro Manuel Afonso, Ecplise Reggae, Yuniel Rascón, City Dock Banda, Argel Campos, Nada en los bolsillos y Ciro Corujo.
Especial Pre Tierra de 2021 en Tierra de talento. Artistas: Maykol Hernández, Domingo "El Colorao", Thania Gil, José Manuel Ramos, Eloísa González, Daniel Calero & Darío López, Besay Pérez, Canary Guitar Quarter, Aarón Morales, Silvia Martín, Ana Luz Arteaga, Mario Jesús Martín, Diego Chinea, Pablo Díaz, Jep Meléndez, Daniel Alberto, Cristina Hernández, Carlos Oramas, Benito Cabrera, Valeria Castro, Sergio Pérez, Grupo Echentive, Pedro Guerra, Mariví Cabo, Peter James, Doraysa de Peña, Cristina Ramos, Pancho Corujo, Andrés Molina, Nauzet Hernández, Juan Ramón Vinagre, Ithaisa Pérez y Jesús Caramés.
Especial 2021 de Tierra de talento Artistas: Sara Rodríguez, Alejandro Frey, Andrea Luzardo, Israel Fría, Angélica Casañas, Antonia San Juan, Eloísa González, Eva Ruiz, Kike Pérez, Orlando Quintero, Verónica Chávez, Javi Hernández, Jesús Martín, Adexe & Nau, Petite Lorena, Thania Gil, Efecto Pasillo & El Vega, Lucy Calcines, La Última Llave, Nauzet Hernández, Paula Espinosa, Aarón Gómez, Anyelia & Yoriell, Agoney, Luisa Machado, Claudia Álamo, Israel Curbelo, Ruts & La Isla Music, Maykel de la calle, Said Muti, Caracolas, Gabriela Súarez & Jazz Singer, Marta Santos, Daniel Tejera, Dácil, Julia Rodríguez, Renata Santos, Valeria Castro, Yumara Luis, Juanjo López, Adonay Santana y Irene Gil.
Especial Andalucía con la Palma Tarde Invitados: Aridane González, Eustaquio Villalba, Javier Dóniz, Víctor Melo, Israel Pérez Vargas,  Alicia Vanoostende, Miguel Martín e Inés Galindo.
Especial Andalucía con La Palma Noche Invitados: Cristina Ramos, Mariano Hernández, Roberto Kamphoff, Toñi Moreno, Pilar Rumeu, Luis Morera, Sonia Hidalgo, María Herrero, Roberto Vilar, Xose Ramón Gayoso, Emilio Pineda, Irma Soriano, Alonso Heredia, Julia Rubio, Encarna Talavera, Antonio Hidalgo, Carolina Ferre, Máximo Huerta, Anabel Alonso, Paula Vázquez, Ana Trabadelo, Fátima Plata, Victorio Pérez, Antonio Hernández, Santiago Amaro, Salvador García, Sor María Digna, Jaime Marrero, Víctor Manuel, Vivy Lin, Gonzalo Martín, Mestisay, Moncho Borrajo, Luz Casal, Juan Pons, Concha Buika, José Luis Inguer, Thania Gil, Vicky Luis, Alejandro Sanz, Benito Cabrera, Arístides Rueda, Rubén Juank, Efecto Pasillo, Pilar Valero, Saúl Fuentes, Jordi Évole y Mercedes Milá.
Especial Tierra de 2022 Artistas: Hevia y Pablo Díaz, Eloísa González y Darío López, Luisa Machado, Argel Campos y Alberto Méndez, Fran Ramos, Elvia Plata y Joel Álvarez, Lucrecia y Manuel Estupiñán, Andrea Rodríguez, Julio Tejera y Yurena Molina, Candelaria González y Nieves Hidalgo, Pedro Guerra y Cristina Ramos, Alba Pérez y Samuel Fumero, Claritzel, Sara Almeida y Ruts y La Isla Music, Anaé, Esteban Verona, Juan Antonio León, Yohara Sánchez, Cora Pannizza, Meritxell Sosa y Abián Hernández, Besay Pérez, Daniel Calero, Sole Giménez y Athay Páez, La Última Llave y José Otero, Trío Zapatista, Raquel Amegashie, Maestro Florido, Saúl Camacho, Carla Jam, Dácil Santana, Abel Cordovez, Marta Solís, Neo Pinto, Mikelo y Stereoman y Patricia Legardón.
Especial Somos 2023 Artistas: Los Sabandeños, Manu Tenorio, Darío López, Cristina Ramos, Olga Cerpa y Mestisay, El Vega y Efecto Pasillo, Pieles y Arkano, Arístides Moreno y 101 Brass Band, NÍA, Blas Cantó, Playa Coco, Carlos Baute, Petite Lorena, Efemme, Pedro Guerra, Dani Calero, Mambisa, Alma de Bolero y Julia Nar
Especial Tierra de 2024 Artistas: Gran Canaria Big Band y Germán López, Chago Melián y Alba Pérez, Caracoles, Andrea Rodríguez, Paula Quintana, José Luis Madariaga y Joel Mora, Darío López, Belén Álvarez, Idi Díaz, Daniel San Ginés y Elisa Cano, Pasión Vega, Alicia Ramos y Cristina Ramos, Thania Gil, Soraya Arnelas, Matías Alonso, Chema Pantín y Baltasar Isla, Claritzel, NÍA, La Última Llave, José Manuel Ramos, Ruts & La Isla Music, Efecto Pasillo, Eric Boelle, Fasur Rodríguez, Vocal 7, Aarón Gómez, Pedro Guerra, Dactanh Chando, José Otero, Soul Sanet, Súpersonikka, Álvaro Tadeo, Ledes Díaz, Said Muti, Jorge Bolaños, Esther Afonso, Isa Izquierdo, Manuel Estupiñán, Playa Coco, Pepe Benavente y Argel Campos.
Especial Somos 2025 Artistas: St Pedro, Andrea Rodríguez, Marieme, Eloisa González y Darío López, Patricia Muñoz y Carla Vega, Jadel, Shaila Dúrcal, Arístides Moreno, Claritzel, La Última Llave, Sketch La Fábrica de Chorizo, NIA, Ledes Díaz, Thania Gil, K-Narias, Eric Boëlle, Natalia, Sketch Unas declaraciones al informativo, El Combo Dominicano, Amistades Peligrosas, Sketch Un Café de 21€, Kilian Viera, Sergio Rivero, Neo Pinto, Saúl Romero, Soul Sanet, Luisa Machado y Alberto Méndez, Sumergible, Playa Coco, Julia Rodríguez, Fabio Isola y Mario Falero.
Tierra de Navidad: Artistas: 
Diana Navarro: Málaga 
Pasión Vega: Málaga 
Mariola Cantarero: Granada 
David Palomar: Cádiz 
Paco Montalvo: Córdoba 
Vanesa Martín: Málaga 
Manuel Carrasco: Isla Cristina (Huelva) 
Pablo López: Fuengirola (Málaga)
Alejandro Sanz: Cádiz 
María Peláe: Málaga  
Lola Índigo: Huétor-Tájar (Granada) 
Ana de Caro y Damián Solís: Huelva y Villamanrique de la Condesa (Sevilla)  
Argentina: Huelva 
Paco Candela: Mairena del Aljarafe (Sevilla) 
Pastora Soler: Coria del Río (Sevilla) 
El Arrebato: Sevilla 
Manuel Orta: Los Palacios y Villafranca (Sevilla) 
Junior y La Flaka: Málaga y Sevilla 
Merche: Cádiz  
Cantores de Híspalis: Sevilla
Joana Jiménez: Sevilla 
María de la Colina: La Puebla del Río (Sevilla) 
Esperanza Fernández: Sevilla 
Falete : Sevilla 
Manuel Lombo: Sevilla 
Amigos de Gines: Gines (Sevilla) 
Erika Leiva: Tarragona (Barcelona)
Pedro El Granaíno: Granada 
Carmen Linares: Linares (Jaén) 
Marina Heredia: Granada 
Laura Gallego: Algar (Cádiz)
Antonio José: Palma del Río (Córdoba) 
María Toledo: Toledo 
Abraham Mateo: San Fernando (Cádiz) 
Edurne: Madrid 
Pedro Guerra: Güímar (Tenerife) 
NIA: Las Palmas de Gran Canaria 
Arcángel: Huelva 
Antonio Canales: Sevilla 
María Carrasco: Torrecera-Jerez de la Frontera (Cádiz) 
Las Soles: Sevilla 
Manu Tenorio: Sevilla 
Gala Évora: Sanlúcar de Barrameda (Cádiz) 
Andy y Lucas: Cádiz 
Fondo Flamenco: Sevilla 
La Guardia: Granada 
Gonzalo Hermida: Cádiz 
Nolasco: El Viso del Alcor (Sevilla) 
Pablo Alborán: Málaga 
Marisol Bizcocho: Coria del Río (Sevilla) 
Natalia: Sanlúcar de Barrameda (Cádiz) 
David DeMaría: Jerez de la Frontera (Cádiz) 
Dani Fernández: Alcázar de San Juan (Ciudad Real) 
Tamara: Sevilla
Nya de la Rubia: Sevilla 
Las Carlotas : Sanlúcar de Barrameda (Cádiz) 
El Pele: Córdoba
Hilario: Coria del Río (Sevilla)